# Giro di Campania 1978
Il Giro di Campania 1978, quarantaseiesima edizione della corsa, si svolse il 29 marzo 1978 su un percorso di 255 km. La vittoria fu appannaggio dell'italiano Giuseppe Saronni, che completò il percorso in 6h40'35" precedendo i connazionali Wladimiro Panizza e Vittorio Algeri.

## Ordine d'arrivo (Top 10)
| Pos. | Corridore                | Squadra                | Tempo    |
| ---- | ------------------------ | ---------------------- | -------- |
| 1    | Giuseppe Saronni         | Scic-Bottecchia        | 6h40'35" |
| 2    | Wladimiro Panizza        | Vibor                  | a 1"     |
| 3    | Vittorio Algeri          | Intercontinentale Ass. | a 39"    |
| 4    | Roberto Visentini        | Vibor                  | a 45"    |
| 5    | Mario Beccia             | Sanson-Campagnolo      | s.t.     |
| 6    | Gianbattista Baronchelli | Scic-Bottecchia        | a 1'24"  |
| 7    | Giuseppe Martinelli      | Magniflex-Torpado      | s.t.     |
| 8    | Walter Riccomi           | Scic-Bottecchia        | s.t.     |
| 9    | Fiorenzo Favero          | Intercontinentale Ass. | s.t.     |
| 10   | Pierino Gavazzi          | Zonca-Santini          | s.t.     |